# 國民革命軍第三十三軍
国民革命军第三十三军，是中華民國國民革命軍在1927年至1949年間的一個軍隊編制。

## 历史
1926年10月，北伐军攻克武汉后，经武汉国民政府和北伐军总司令蒋介石批准，决定由安徽籍革命人士王庆云、朱蕴山、沈子修等回家乡组建一支以安徽人为主的军，公推柏文蔚为军长。1927年1月27日在湖北罗田正式成立第三十三军：
- 军长柏文蔚
- 副军长袁家声
- 军党代表常恒芳（辛亥革命元老）
- 第一师：直奉战争期间由安徽民间武装合编而成的国民二军第15旅，后颠沛流离，时为豫军暂编第一旅。师长袁家声（兼）。辖程华亭、廖梓英2个旅。
- 第二师：鲁军张宗昌总部警卫任务的张克瑶第67师起义改编。师长张克瑶。1927年7月奉蒋介石之命增援王天培第十军据守的徐州，在韩庄固守牺牲一个团兵力后，突围至蚌埠。为此，蒋介石军阀枪决了王天培。
- 独立第一旅/第三师：原为国民二军第15旅的岳相如团，1927年初由昌平孤军南下到汉口为独立旅，旅长岳相如。调往霍山、六安一带。1927年6月进占涡阳，收编了北洋军于学忠手下的一个旅，扩编为第三师。
- 独立第二旅：北洋军将领马济手下团长陈雷在安徽太湖县起义，其部改编为第三十三军军部教导团，后为独立旅。旅长陈雷

1927年2月，第三十三军正式向皖西地区进军，先是接收了北洋军叶开鑫部的投降，后又攻克正阳关，俘敌400余人。第一师随北伐军主力进驻徐州。1927年5月初第二师、第三师由六安解救合肥之围。
1927年7月王天培第十军从徐州溃退，其教导师潘善斋部为被该军收容，被编为教导师，仍以潘善斋为师长。
1928年2月25日，所辖第一、第二、第三师改番号为第七十、第七十一、第七十二师。3月11日，张克瑶接柏文蔚升任军长，仍兼第七十一师师长。1928年春，与第四十军贺耀祖部二次北伐，在山东鱼台与孙传芳主力大战。北伐胜利后，第三十三军改驻山东邹县、滕县和兖州。
1928年7月1日蒋介石举行军事编遣会议，成立整理委员会。国民革命军第三十三军于1928年7月撤消，此為第一次消失。第三十三军第二师合并入第一师缩编为新编第三旅，蒋介石嫡系韩德勤任旅长；潘善斋教导师后编为新编第五旅，驻霍山围剿红军，抗战时潘善斋任第九十七军副军长、骑兵第二军副军长；第三十三军岳相如第三师全部合并入蒋鼎文第九师，岳相如降为副师长兼第一旅旅长，调驻汉口。1929年原直鲁联军第九军缩编成的独立第四旅在浦口被缴械，官兵全部补入新三旅，新三旅升级为第52师，师长韩德勤，军官大多为黄埔生。1931年9月对江西苏区的第三次围剿中，在吉安县方石岭第52师率两个旅四个团全部被红军歼灭，旅长王付乾、团长甘达潮阵亡，团长刘嘉树被俘，韩德勤与其他几个团长被红军俘虏后逃出。之后土木系第十八军又重建第52师。
1931年6月晋军依中央军番号重新排列：第三十三军，军长徐永昌，辖第六十八、第六十九师2个师：第六十八师，师长李服膺（曾參與见热河长城抗）；第六十九师由1月改编的东北边防军第六师改称，师长杨澄源，辖郭宗汾、梁鉴堂、刘光斗3个旅。
1936年7月徐永昌他调，孙楚接任军长：辖第六十九、第七十一师，隶属太原绥靖公署。第六十九师师长仍为杨澄源，辖梁鉴堂、段树华2个旅。第七十一师 师长原为杨耀芳，后易郭宗汾，辖陈光斗、樊钊2个旅。
1937年第三十三军辖第七十三师，师长为刘奉滨；独立第三旅，旅长为章拯宇；独立第八旅，旅长孟宪吉。
第三十四军军长原为杨效欧。1937年7月由杨澄源接任军长。该军辖第七十一师，师长郭宗汾；第一九六旅，旅长姜玉贞，于1937年10月在原平镇战死殉国；第二O三旅，旅长梁鉴堂；新编第二师，由1936年10月在绥远反正起義归来之伪军改编而成，金宪章任师长。
1939年7月郭宗汾接任军长，所辖第71师和第200、第202旅。1940年5月郭宗汾调任第三十四军军长，遗缺由于镇河升充。1940年增辖暂编第41师、暂编第42师。1945年底由沈瑞代理军长。1946年3月赵承绶任军长。1948年7月在晋中战役中，该军军部和所属大部被歼，军长沈瑞和参谋长曹近谦被俘。此為第二次消失。
- 第71师：原师长郭宗汾1939年7月升任军长，赵晋接任师长。1940年3月樊钊接赵晋任师长；6月商得功任师长。1942年6月阎俊贤任师长。1944年6月卫玉昆任师长。1945年11月该师整编，由沈瑞任师长。1947年10月陈震东接沈瑞任师长。71师南下参加晋中战役时有5000多人，最后逃回太原的只有500—600人。
- 暂编第41师：原为第200旅。1938年7月组建时，归骑兵第一军节制，1939年7月改归该军，师长陈震东。1944年1月陈震东升任副军长后，由副师长卢鸿恩升任师长职。3月卢鸿恩调任骑兵第二师师长，田尚志接卢任该师师长。
- 暂编第42师，1941年1月由第202旅扩编成立，温冬生为师长。1944年3月温冬生他调，阎俊贤接任该师师长。该师不久后改隶第十九军。

- 暂编第38师,师长温东生。1945年11月整编后由韩步洲任师长；
- 暂编第46师，师长郭溶，1945年11月整编后由陈震东任师长，同时从第二十三军转隶该军。师长卢鸿恩，卢于1948年7月在晋中战役中阵亡。9月该师改番号为第二八0师。

1948年8月重建该军，韩步洲任军长，王静轩为军参谋长。
- 第71师：该部属于赵承绶的嫡系部队。师长继续由晋中战役跑回来的韩春生担任，但由于和赵承绶、沈瑞、曹近谦等共事多年，关系很深，不受王靖国信任，有职无权。副师长尤世定和参谋长孟壁掌握实权。驻守太原城北的重工业区。1948年11月韩春生升任第三十四军副军长，王靖国的亲信张忠继任师长。
- 暂编第38师，师长韩步洲。1948年9月改为第275师。韩升任军长后，田尚志继任师长，副师长王元令。该师驻守大同，归第十五兵团副司令官、大同防守司令官于镇河指挥。1949年5月1日大同和平解放时投诚。
- 第280师（暂46师），师长阎俊贤.

1949年4月20日太原战役解放军发起总攻，第三十三军首当其冲。师长张忠被俘。随即，于4月22日，第71师副师长尤世定、参谋长孟壁率第212团团长冯文亮和第211团副团长李景春，以接受新任务为名，按指定时间开拔到阳曲湾、马坡、郭家窑一带，把正面三十余里宽的阵地，全部交给了解放军第二十兵团。随后，280师被打垮，第三十三军被全歼。為第三次消失。